# Louis Mauduit
Pour les articles homonymes, voir Mauduit.
Louis Mauduit est un poète et musicien français, fils du compositeur Jacques Mauduit, actif dans la première moitié du XVIIe siècle.

## Biographie
Louis Mauduit est le fils aîné du compositeur Jacques Mauduit et de Anne Isambert. Il hérite de l’office de garde du dépôt des requêtes du Palais, que son père Jacques exerçait. Lorsqu’il signe le 7 mars 1631 au baptême d’une nièce, il écrit Louis de Mauduit, greffier des requetes du Palais. Il est également prieur de Saint-Martin-de-Bréthencourt.
Sur le plan poétique, Louis Mauduit écrit plusieurs recueils de poésies profanes ou spirituelles (avec quelques paraphrases de psaumes notamment, genre très en vogue à l'époque). Il s’inscrit dans le groupe littéraire des Illustres Bergers, constitué vers 1625 et attiré par les thèmes pastoraux. Il a aussi travaillé à une simplification de l’orthographe, dont on trouve des essais dans certaines de ses œuvres.
Sur le plan musical, Louis Mauduit a peu produit mais les interventions qu’on lui connaît à propos de l’œuvre musical de son père et la publication de ses Chansons de 1629 montrent un goût prononcé pour la musique. Il est cité à plusieurs reprises par Marin Mersenne dans la notice qu’il consacre à son père Jacques. Mersenne précise qu’il fait chanter la messe de Requiem composée par son père à l’anniversaire de ses funérailles (le bout-de-l’an), donc le 21 août 1628, dans l'église du couvent des Minimes de la place Royale, à l'occasion duquel Mersenne officia. 
Mersenne précise que Louis avait recueilli plusieurs des œuvres de son père et les avait préparées pour la publication, mais elles n’ont pas été publiées. Louis Maudit connaissait Mersenne et correspondait avec lui ; c’est lui qui a rassemblé les éléments biographiques que Mersenne reproduit et qui a fait graver le portrait de son père qui débute la notice de Mersenne.

## Œuvres

### Œuvres poétiques
- Traduction en français de l’épitaphe latine de Laurence Strozzi par Sébastien Hormolt, magistrat de Wittenberg. Incipit : Ce gazon vert et florissant Le corps d'une vestale enserre.... Source : Paris BNF (Mss.) : Dupuy 348 (f. 171v). Elle est signée de Monsieur Mauduit le fils, prieur de Saint-Martin de Breteucourt, près de Dourdan[5].
- L’Himne de Narcis. Par L.M.P. Paris, s.n., 1628. 8°, 14 p. Dédié à Mademoiselle Isabelle Angusse. 8°,16 p. Paris Maz. (2 exemplaires).
- Izabelle, amours de L. M. P. Paris : Robert Sara, 1631. 8°, [8]-78-[2 bl.] p. Paris Maz., Paris Ars. (2 ex.).

Dédicace Aux rares esprits pour l'approbation de cette œuvre. Pièces liminaires de Izis, Nicolas Frénicle, Deslandes, Guillaume Colletet, Pierre Hodey, dont 3 à Mélinte et une à Izabelle. Contient 15 élégies, 15 sonnets, 2 odes, 15 chansons, une pièce non qualifiée, 7 épigrammes, 5 stances et une églogue en dialogue entre Mélinte et Izabelle. Les pièces sont dédiées à Izabelle, Louis de Creil, Jean César de Villeneuve, Nicolas Frénicle, Guillaume Colletet, Izis, Charles Morin, Jacques Deslandes, Pierre Hodey, Charles Canto, Antoine Godeau, M. A. D. C.. Mauduit y emploie une orthographe légèrement phonétisée.
L’exemplaire de Paris Ars. Rés 8° BL11878 est relié en vélin, avec semis de fleurons, entièrement réglé à l'or, titre et dernier feuillet gouachés, avec au titre les initiales L M I. (Louis, Mauduit, Mélinte, Izabelle ?). Peut-être est-ce l'exemplaire offert à Izabelle ?
- Les Dévotions de L. Mauduit, P[arisien]. Reveues, et augmentées pour la seconde édition. Paris : Jacques Dugast, 1633. 12°, 77-[1]-[6 bl.]. Paris Ars. (2 exemplaires). Paris Maz. : 21786.

La première édition n'est pas connue. La seconde est augmentée de quelques pièces. Là encore, l’orthographe est légèrement phonétisée. Contient entre autres des paraphrases : Premier et Second Cantique de Moïse, Cantique de Debbora, Cantique de Judith, Cantique des Trois Enfants, Cantique de la Vierge, Cantique de Zacharie, Cantique des Anges, Cantique de Siméon, Cantique de Saint Ambroise et de Saint Augustin, Symbole de Saint Athanase.
- Parafrase du Pseaume XLIV. Eructavit cor meum... par L. Mauduit. - Paris, Jacques Dugast, 1635. 4°, 9 p. Paris BNF : Rés mYc 957(7).

En sixains, à la louange du roi et de la reine. Exemple typique des paraphrases de psaumes adressées au roi XIII à cette époque, dont plusieurs souhaitent que son couple soit fécond. Contient aussi un essai d'orthographe phonétique.
- Une pièce dans le Nouveau recueil de divers rondeaux. Première partie (éd. Charles Cotin). Paris, Augustin Courbé, 1650. 12°. Lyon BM : 813363.

### Œuvres musicales

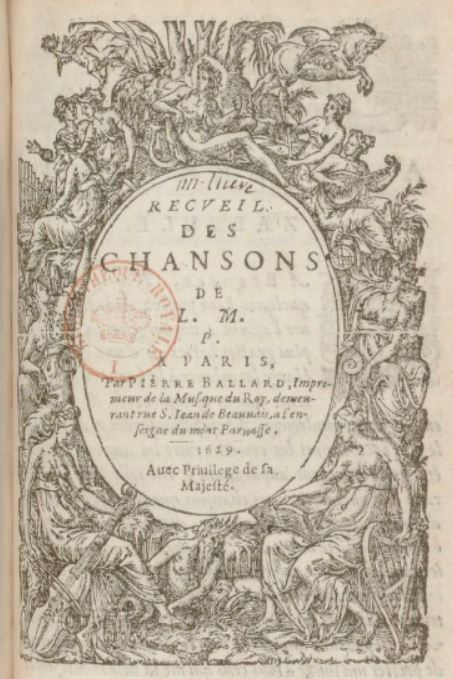
Page de titre des Chansons de Louis Mauduit (Pierre I Ballard, Paris, 1629).

- Recueil des chansons de L.M.P. Paris : Pierre I Ballard, 1629. 8°, 59-[1] f., mus. Guillo 2003 no 1629-C.

Dédicace à la Bergère Izabelle. Contient 40 chansons à danser et 7 chansons à boire. Les chansons 2 à 12 sont écrites sur des textes qui seront publiés dans l’Izabelle de 1631. Les pièces 32 à 54 sont suives d’une initiale qui correspond à des membres du groupe poétique des Illustres bergers (Frénicle, Malleville, Habert…).